# Clube Atlético Patrocinense
O Clube Atlético Patrocinense (cujo acrônimo é CAP), é um clube brasileiro de futebol, da cidade de Patrocínio, no estado de Minas Gerais. Atualmente, o clube disputa o Campeonato Mineiro Módulo 2.

## Títulos
| ESTADUAIS | ESTADUAIS                            | ESTADUAIS | ESTADUAIS  |
|           | Competição                           | Títulos   | Temporadas |
| --------- | ------------------------------------ | --------- | ---------- |
|           | Campeonato Mineiro - Módulo II       | 1         | 2017       |
|           | Campeonato Mineiro - Segunda Divisão | 1         | 2000       |

### Vice-Campeão
- Vice-Campeonato Mineiro da Segunda Divisão: 1990 e 2004.

### Regionais
Campeão Municipal Patrocínio em 2009

### Campeão
- Copa Regional Amapar: 2009[1] e 2011.[1]

## Estatísticas

### Participações
| Aumento | Promovido à divisão superior  |
| Baixa   | Rebaixado à divisão inferior  |
| Inativo | Licenciamento no ano seguinte |

|  | Participações em 2025 |

| Competição   | Competição           | Temporadas | Melhor campanha     | Anos                                                               | A | R |
| Minas Gerais | Campeonato Mineiro   | 11         | 7º colocado (2019)  | 1991-1994 e 2018-2024                                              |   | 2 |
| Minas Gerais | Módulo II            | 14         | Campeão (2017)      | 1963-1965 , 1987-1990 , 1995-1996 , 2001-2002 , 2005 , 2017 e 2025 | 2 | 1 |
| Minas Gerais | Segunda Divisão      | 5          | Campeão (2000)      | 1986 , 1999-2000 , 2004 e 2016                                     | 4 |   |
| Minas Gerais | Troféu Inconfidência | 1          | 8º colocado (2020)  | 2020                                                               |   |   |
| Brasil       | Série D              | 4          | 13º colocado (2023) | 2019, 2021, 2023-2024                                              | – |   |